# 包尔腾
約翰·蕭·伯頓（英語：John Shaw Burdon，1826年12月12日—1907年1月5日），漢名包爾騰，是一位英国圣公会来华传教士，1874年-1897年任香港維多利亞教區第三任主教及聖保羅書院校長。
包尔腾出生于苏格兰格拉斯哥，23岁进入圣公会传教学院，于1853年被派往中国上海，次年由施美夫主教按立为牧师。他曾访问太平天国。1857年与戴宝丽娜（Burella Hunter Dyer, 1835-1858）结婚，与戴德生成为连襟。不过次年她就因霍乱在上海去世。1862年調北京，在英国使馆内建立了一个小教堂，同年6月11日，同文馆开学，聘请包尔腾担任英文教师。
1874年4月，包尔腾回英国，在蘭柏被祝聖為維多利亞教區主教，年末前往香港，12月13日抵港，在香港聖約翰座堂行就任。1876年和1878年，包尔腾巡视福建省和日本教务，福建是維多利亞教區教务最发达的部分。1883年在福州成立真学书院（今施埔堂）。20世纪初单独设立教区，在日本访问了东京、长崎和大阪等地的圣公会教堂。此外，圣公会也传入珠江三角洲地区的江門、大良、鶴山，羅定，恩平，香山及黃埔；并派遣传教士远赴粤西的北海开辟新传教基地。1897年辞去主教职务，在欧洲旅行并写作。1907年在Royston去世，年81岁。